# Grande Mongolia
La Grande Mongolia è una regione geografica e storica situata in Asia (Asia centrale ed Estremo Oriente), comprendente il territorio abitato fin dai tempi antichi dai mongoli.
La Grande Mongolia comprende principalmente i territori corrispondenti allo Stato della Mongolia (anticamente nota come Mongolia Esterna) e alla regione cinese della Mongolia Interna. Alcuni territori della Federazione russa sono in genere compresi nella definizione, in particolare la Repubblica di Tuva, la Repubblica dell'Altaj e la Buriazia.
La gente di questa regione non ha una concezione uniforme della cultura mongola: quella di chi non è nativo dello Stato della Mongolia è diversa da quella di chi non lo è. Sono parlate diverse lingue mongole. Con l'eccezione della Mongolia (dove il 90% dello Stato è composto dai mongoli), nelle altre regioni i mongoli rappresentano una minoranza.

## Galleria d'immagini

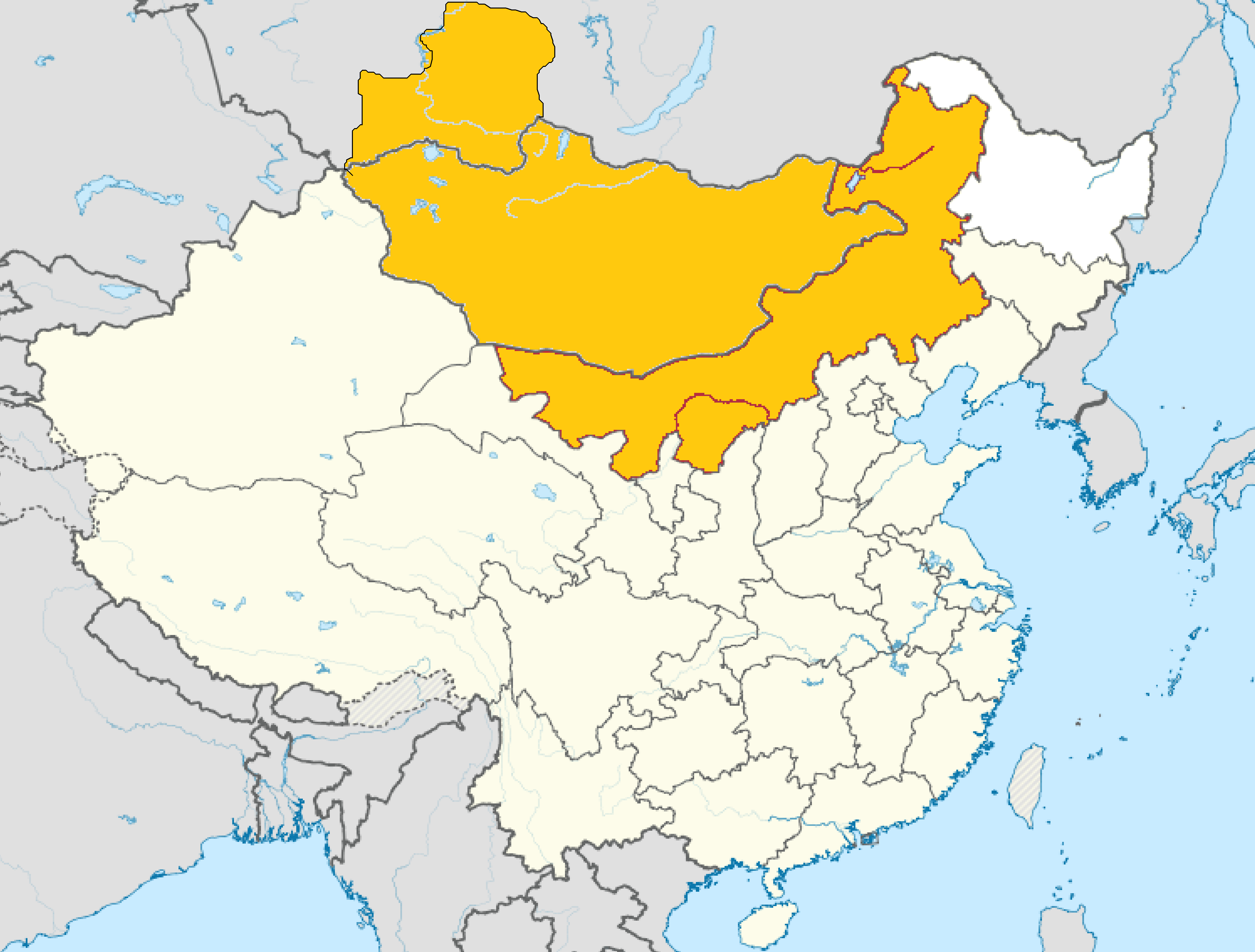
Una definizione della Grande Mongolia
Un'altra definizione della regione
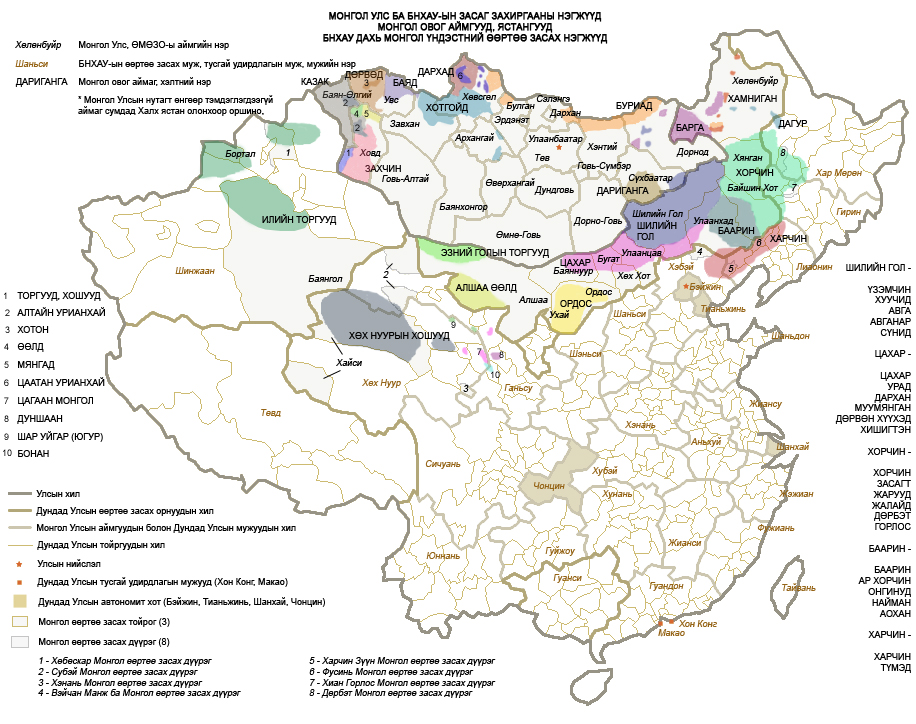
Territori abitati dai mongoli in Cina e Mongolia
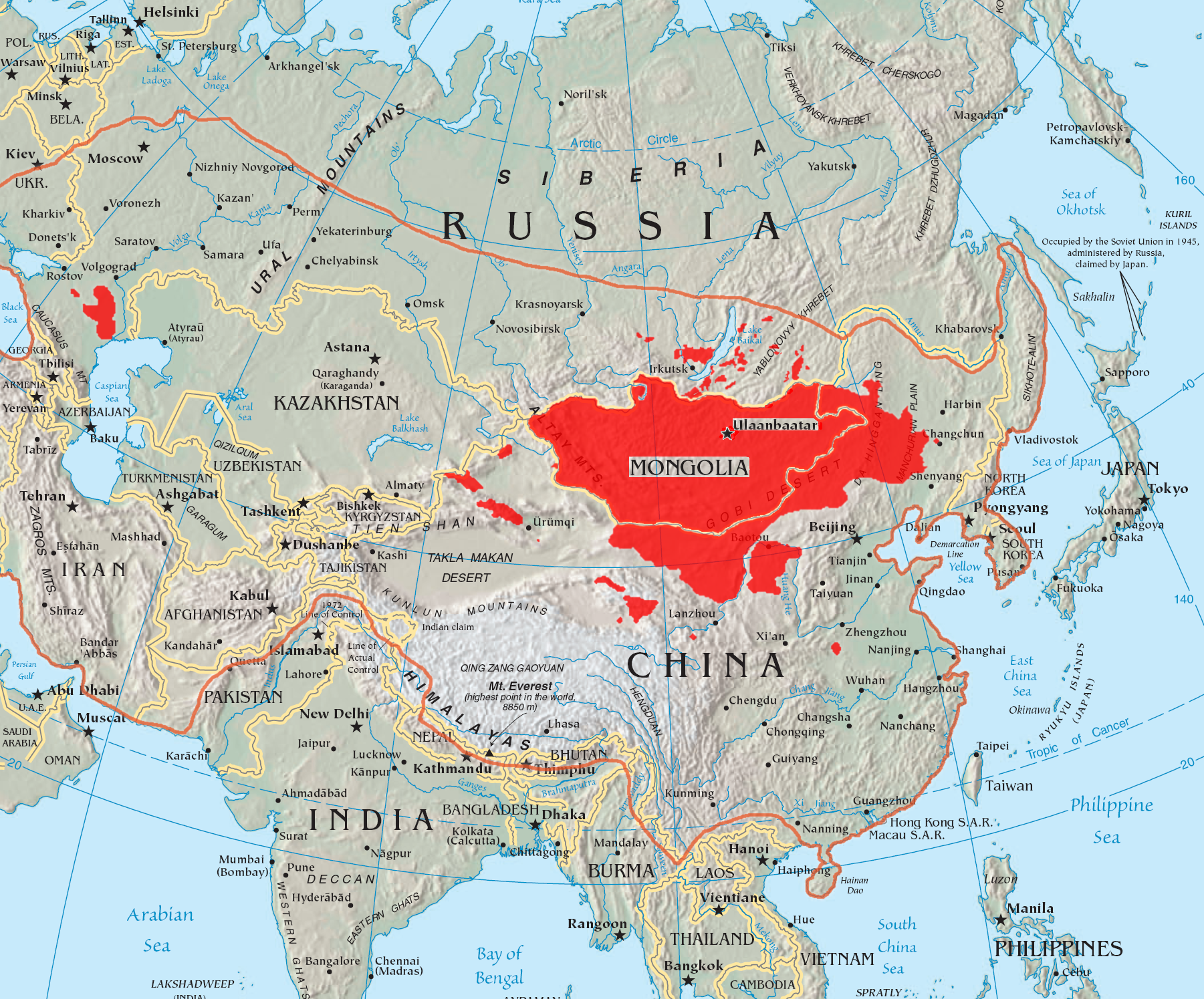
La Grande Mongolia (in rosso) confrontata con l'Impero Mongolo (in arancione)